# 下坡角
下坡角，是台灣新北市泰山區南部與新莊區交界地帶的一個地名，範圍包括泰山區的貴子里西南部、貴和里南大半部，以及新莊區的丹鳳里東南端十八份坑溪以東部分、富民里福營路以北部分、福營里西北部福營路以北部分。

## 歷史
台灣清治末期至日治前期，下坡角地區為一街庄，稱為「下坡角庄」，隸屬於八里坌堡。該庄北與大窠坑庄、貴仔坑庄為鄰，東及南與營盤庄為鄰，西邊為頂坡角庄、十八份庄。
1920年（日治大正九年），該庄改制為「下坡角」大字，隸屬於臺北州新莊郡新莊街。戰後新莊街改制為新莊鎮，隸屬於臺北縣，大字亦改制為里。1950年3月泰山、新莊分治，佔下坡角地區較大部分的省道台1線以北地區改隸屬新成立的泰山鄉，與貴子坑地區合併改制為貴子村；台1線以南地區仍隸屬新莊鎮。1980年1月，泰山鄉的下坡角地區獨立為貴和村。2010年12月臺北縣改制為新北市，泰山鄉改制為泰山區，村再度改制為里。

## 交通
台北捷運中和新蘆線有經過下坡角地區南端，並設立丹鳳站。隣近居民可由此路線及相關路網快速前往大台北地區各地，或至台北車站轉搭高鐵、台鐵或客運前往全台各地。
省道台1線、台1甲線均經過本地區，往東可前往臺北、基隆等地，往西併線後可前往桃園、新竹及中南部地區。縣道107號經過本地區西南部，往東轉南可前往樹林，往北可前往五股。